# 武蔵水路
武蔵水路（むさしすいろ）は、利根川の水を荒川に導くための導水路。利根川水系に属する。埼玉県行田市の利根大堰で利根川から取水され、鴻巣市で荒川に注ぐ。全長は14.5 kmで、全体が開水路である。管理者は独立行政法人水資源機構。

## 概要
東京都水道局の約4割、埼玉県企業局の約8割の給水エリアの水道水を送っている。また、周辺地域の洪水や出水を取り込む役割（内水排除機能）を果たす。
1965年（昭和40年）、見沼代用水路の一部を使用して緊急送水を開始、1967年（昭和42年）、武蔵水路の工事が完成した。2015年度（平成27年度）までに改築工事を実施（後述）し、これに伴い、一部区間で治水機能を新たに有したため、2016年（平成28年）に利根川水系に属する一級河川に指定された。

### 地理

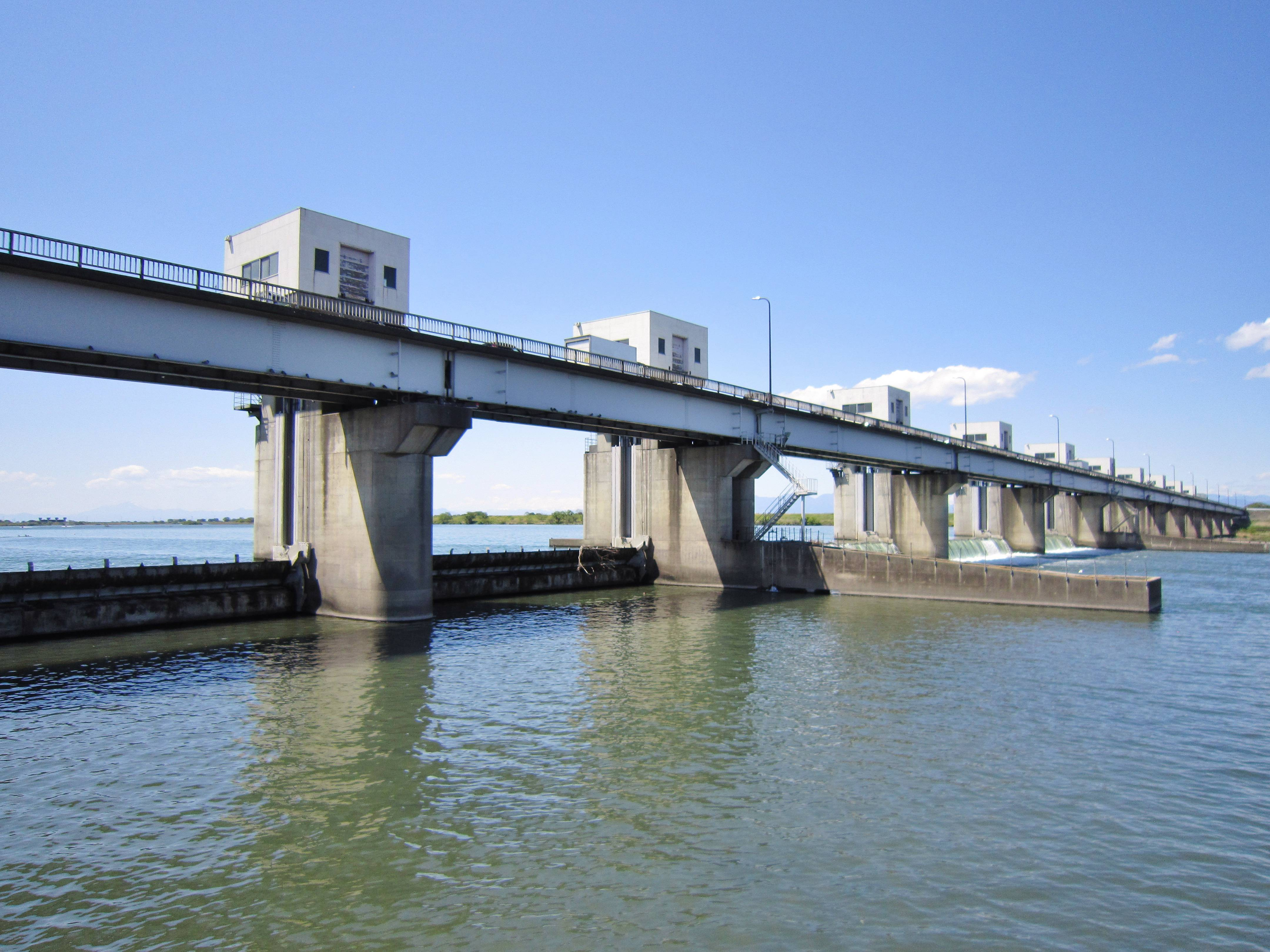
利根大堰

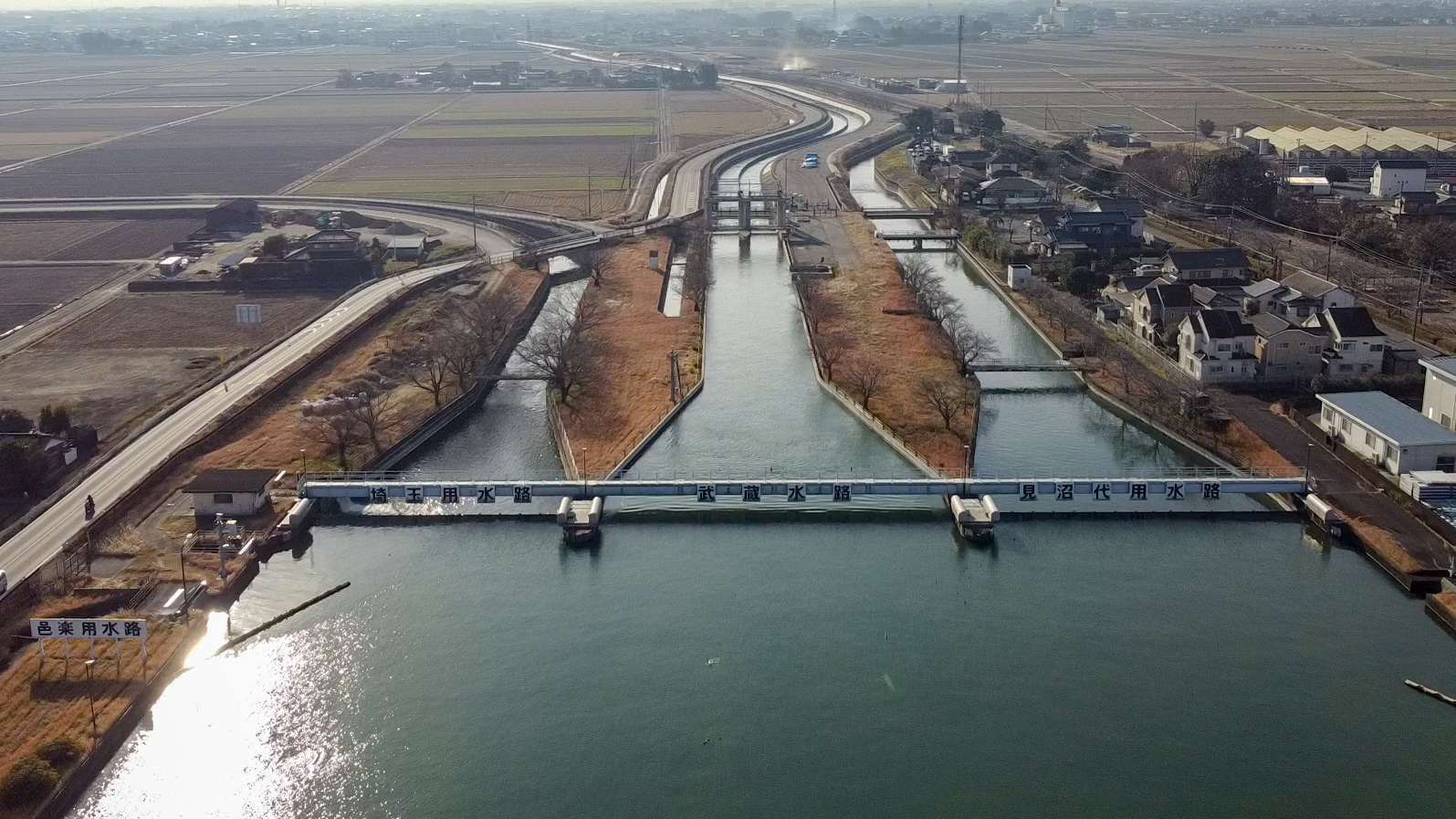
利根大堰沈砂池で見沼代用水・武蔵水路・埼玉用水路・邑楽用水路が分水

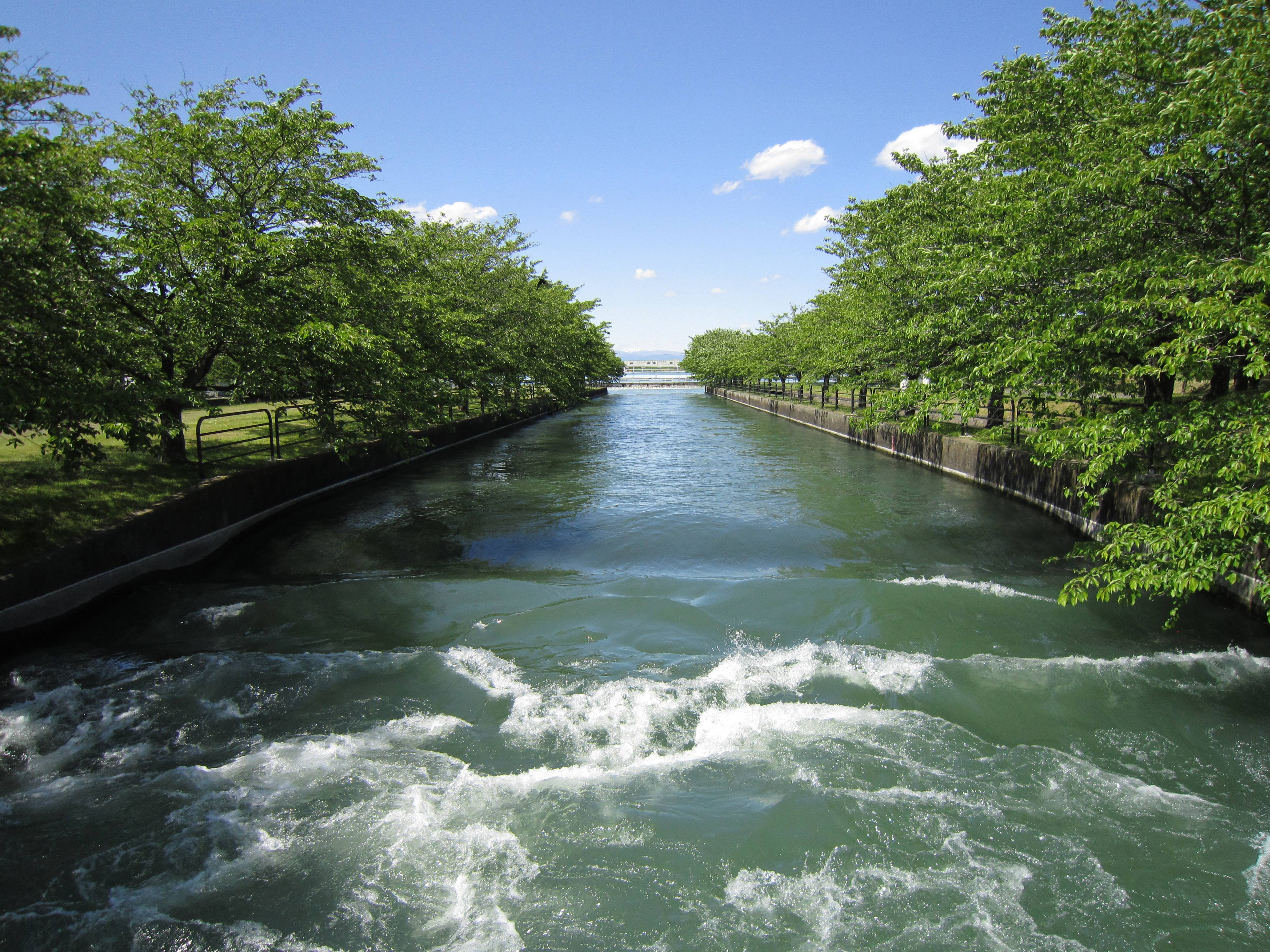
利根大堰大分水工付近

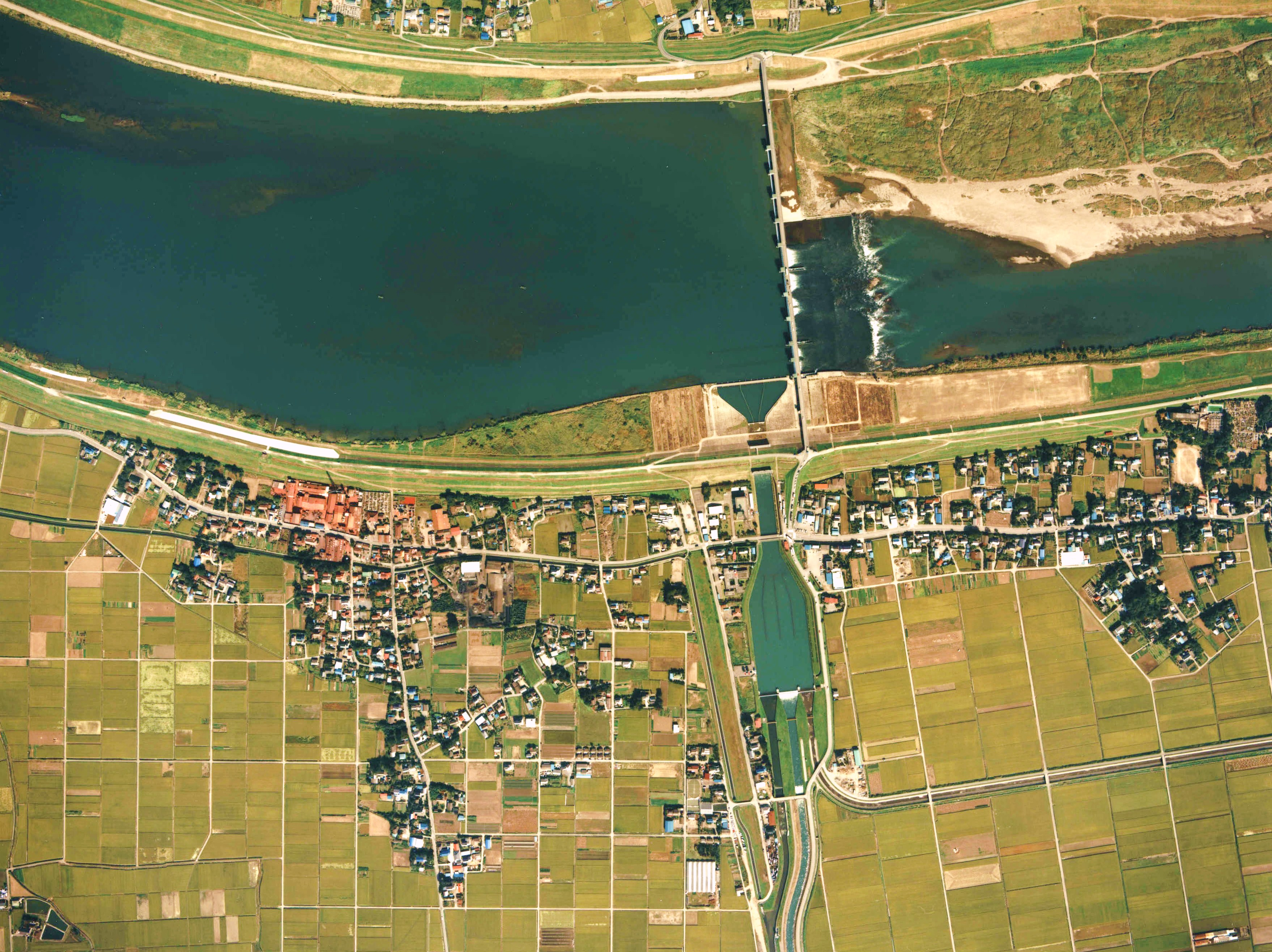
利根大堰付近の空中写真（1986年撮影）
下方に流れるのが武蔵水路等の灌漑用水路である。

11時半より鴻巣市にて開催された武蔵水路の通水式典（1965年3月1日）

利根大堰からほぼ真南に流下し、鴻巣市糠田（糠田橋上流側）で荒川に注ぐ。
この水路で荒川に通された水は秋ヶ瀬取水堰から朝霞浄水場、大久保浄水場を経てそれぞれ東京都、埼玉県の広範な地域に上水道として供給し、首都圏の生活を広く支えている。

### 施設
伏越（サイホン）を8箇所、流量調節堰を1箇所、水門を3箇所、放流口を6箇所、制水ゲートを5箇所備える。水門と放流口は、洪水時に周辺の中小河川などから水路へ内水を受け入れ、荒川に排水するために用いられる（内水排除機能）。
上流（利根大堰側）から順に掲載。
- 大分水工
- 流量調節堰：改築工事で新設
- 荒木伏越（サイホン）：見沼代用水と交差
- 荒木制水ゲート：改築工事で新設
- 上星川伏越（サイホン）：上星川と交差
- 星川水門：星川からの出水取込。改築工事で新設
- 白鳥田伏越（サイホン）：秩父鉄道と交差
- 長野落放流口
- 長野伏越（サイホン）：国道125号と交差
- 長野制水ゲート：改築工事で新設
- 8号放流口
- 旧忍川放流口
- 佐間水門：忍川からの出水取込
- 堤根放流口
- 元荒川伏越（サイホン）：元荒川と交差
- 川面水門：元荒川からの出水取込
- 袋制水ゲート：改築工事で新設
- 川面放流口：改築工事で新設
- 国道17号伏越（サイホン）：国道17号と交差。改築工事で新設
- 赤見台放流口：改築工事で新設
- JR高崎線伏越（サイホン）：JR高崎線と交差。改築工事で新設
- 箕田制水ゲート：改築工事で新設
- 箕田伏越（サイホン）：足立北部排水路と交差
- 糠田制水ゲート：改築工事で新設
- 糠田排水機場
- 糠田樋管

## 老朽化に伴う改築事業
通水後35年以上を経て、水路沿線の地盤沈下と水路自体の損傷、そして老朽化が大きな問題になった。地盤沈下については、国道125号を潜る行田市の長野サイフォン付近、最下流の鴻巣市糠田地区の区間で特に著しい。地盤沈下により、水路の沈下・変形、底板隆起や側面パネルの欠損などが発生し、このため本来ならば毎秒50立方メートルの導水機能を有していながら、毎秒40立方メートル以下の水しか導水できないという機能不全の状態に陥った。併せて耐震性の低下や不足も指摘された。大規模地震が発生し、この地域で予想されている最大震度である震度6強の揺れが生じると、水路や付帯施設に甚大な被害が発生する恐れがあり、この場合には長期の通水不能や周辺地域への被害、影響が予想された。
いずれにせよ、武蔵水路は全面的な改修が必要な時期が来ていたため、管理者である水資源機構が改築事業を計画、全面的な改築事業を実施。2015年度（2016年3月）に事業が完了した。
幹線水路は、従来の断面が逆台形のコンクリートライニング構造から、耐震性の高い矩形断面の鉄筋コンクリートフリューム構造へ改築された。改築区間は通水機能を損なうことなく容易にメンテナンスを可能にするため、暗渠とはせず、中央に分離壁を設けた2連コンクリート開水路とした。
このほか、サイホンや水門の耐震工事、糠田排水機場のポンプ増強、管理設備の更新などが行われている。開水路部の施工は半川締切工法を採用し、施工の難易度が高いとされるサイホン部は、パイプインパイプ（PIP）工法と呼ばれる既存の水路の内側に鋼管を通す工法が用いられた。また、改修により生まれた用地を活用して水路の管理用通路（隣接する県道の歩道として運用）が整備された。
改築工事は平成27年度土木学会の技術賞（技術賞IIグループ）を受賞した。

## 橋梁等
水路の岸や橋のたもとからはオレンジ色の球体が等間隔にぶら下がっており、また、網のついていない虫取り網のようなものが岸に設置されている。これらは万が一流されたときのための救命道具である。これは当水路の流れが非常に速く、一度流されると自力で脱出するのが困難なためである。
改築事業による橋の架け替えに伴い、一部の橋梁は拡幅が実施された。
上流から順に掲載
- 利根大堰
- 須加大橋（埼玉県道59号羽生妻沼線）
- 東水橋
- 四谷新橋
- 赤城橋
- 新弥五郎橋（埼玉県道128号熊谷羽生線）
- 東橋
- 新川橋
- 武蔵橋（埼玉県道7号佐野行田線）
- 小見橋
- 行田大橋（行田バイパス）
- 勝呂橋
- 若田橋
- 芝原橋
- 北大橋
- 八反田新橋（埼玉県道・群馬県道306号上中森鴻巣線）

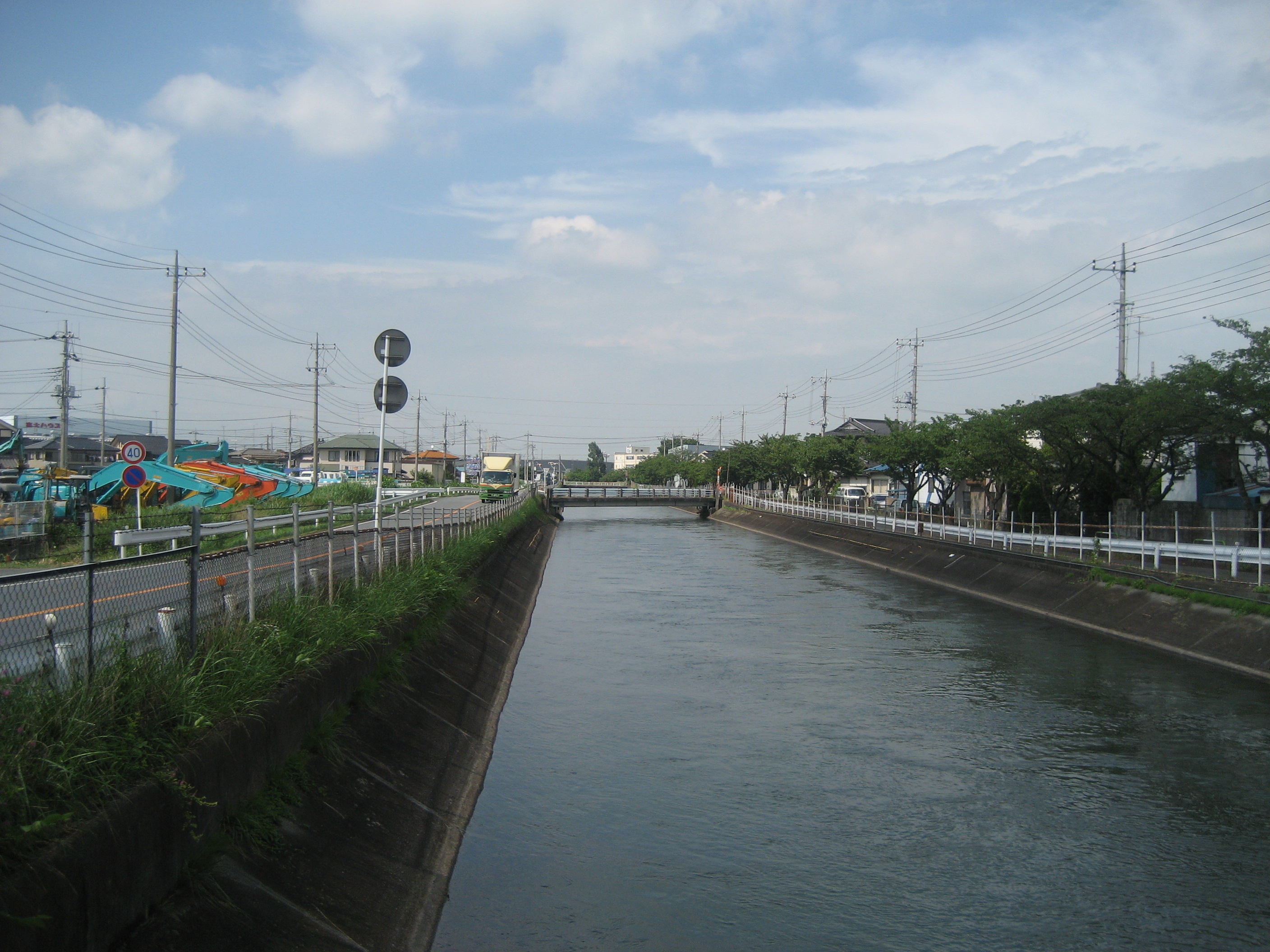
行田市長野付近（2015年度の改築工事前）

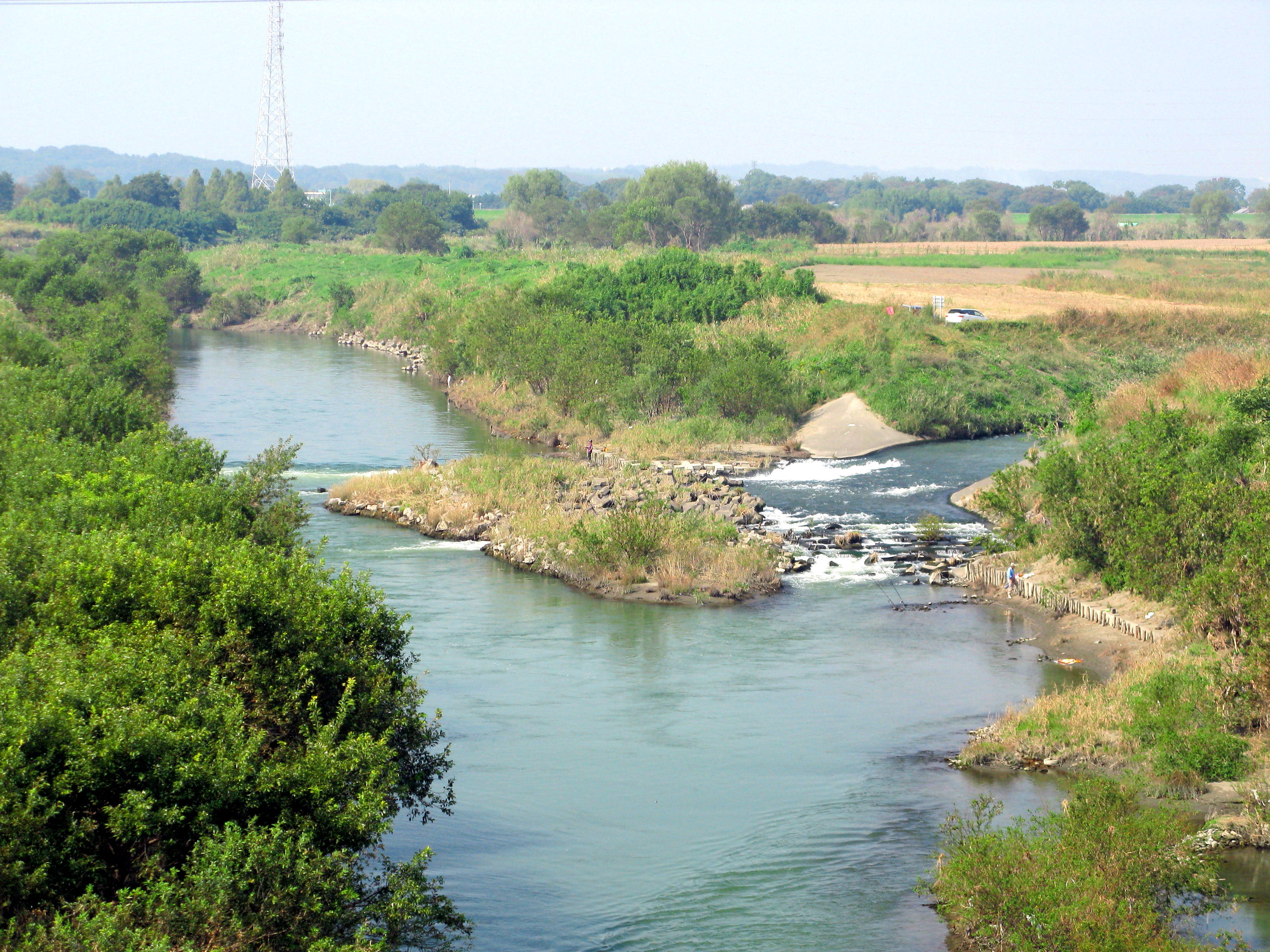
荒川と武蔵水路の合流点。画面の左上から下へ流れ下るのが荒川。右側から合流するのが武蔵水路。

- 富士見橋
- 堀の内橋
- 南大橋
- 新大橋
- 神明橋
- 両神橋
- 聖天木橋
- 埼玉橋
- 野合新橋（埼玉県道77号行田蓮田線）
- 元成田橋
- 鴻池橋
- 弥生橋
- 栄橋
- 柳橋（熊谷バイパス上り線）
- 堤根橋（熊谷バイパス下り線）
- 末広橋
- 堤根新橋（埼玉県道148号騎西鴻巣線）
- 常盤橋
- 並木橋
- 二之橋
- 東谷橋
- 上越新幹線
- 新前橋
- 真木也橋
- 八幡橋
- 川元橋
- 前谷橋
- 川面橋
- 道永橋
- 三ツ木橋
- 箕田橋（国道17号（中山道））
- 赤見橋
- 赤見台歩道橋
- 柳橋
- 箕田橋梁（JR東日本高崎線）
- 満願寺橋

- 中宿橋（埼玉県道76号鴻巣川島線）
- 富士山橋
- 三軒橋
- 新道橋
- 旧道橋
- 三枚橋
- 中橋
- 二枚橋
- 新糠田橋
- 糠田樋管（糠田排水機場）
- 外聖橋